# Slovenski narod (časnik)
Slovenski narod (1868–1943) je bil politični časopis, prvi slovenski dnevnik, vodilno slovensko liberalno glasilo pred prvo svetovno vojno.

## Priprave na izhajanje
Po prenehanju izhajanja Einspielerjevega Slovenca je slovensko liberalno meščanstvo izgubilo svoj časopis. Bleiweisove konservativno usmerjene Kmetijske in rokodelske novice s svojim množičnim profilom jim niso ustrezale. Želeli so si časopis, ki bi vsaj trikrat na teden, kasneje pa vsak dan, branil njihove pravice in pravice Slovencev kot naroda. V časopisu so dokazovali svoj obstoj, poudarjali svoj jezik in kulturo ter s tem zahtevali enake pravice kot Nemci in njihov jezik. 
Narodno ozaveščanje je na straneh Napreja in celovškega Slovenca spodbujal že Fran Levstik: »Pri vseh pisarijah nam je vsem gledati na omiko in korist naroda, popuščajmo osebne strasti, delajmo pošteno in ne zabimo, da nas bodo naši potomci po smrti zaradi našega delovanja sodili, varujmo se, da ne bomo oskrunili povestnice slovenskega naroda.« 
Novo usmeritev časopisa je še pred izidom prve številke nakazal eden tedanjih najbolj prodornih publicistov Ferdo Kočevar-Žavčanin: »Oni spoštujejo Novice, kakor se stara mati spoštovati mora; zraven tega si pa ne prikrivajo, da ima mati skrhane zobe in kratko sapo, in da bodo prej ali slej morale gospodarstvo v mlajše roke predati.« 
Načrte za nov časopis so začeli oblikovati konec leta 1867. Za urednika je bil določen Anton Tomšič. Ob hudem boju, kjer je največ težav povzročalo nasprotovanje veljaka Bleiweisa, so izobraženci iz kroga štajerskih mladoslovencev uspeli 2. aprila 1868 v Mariboru izdati prvo številko Slovenskega naroda, ki je izhajal trikrat na teden.

## Vsebina in politična usmerjenost
Kljub napetosti zaradi razlik v pogledih na politiko so bila Narodova besedila zmerna, umirjena in niso iskala prepira z Novicami. V programu v prvi številki časopisa so poudarili svojo željo po federalistični ureditvi države, kjer bi se vsi Slovenci združili v administrativno enoto in kjer bi slovenščina imela enakopravno vlogo v uradih, šolah in javnem življenju. Med točkami programa je bila tudi slovenska vzajemnost. Njihova politika je nastala ob podrobnem poznavanju zahtev narodnega razvoja v tedanjem času. Orodje tedanjih piscev so bili politični komentarji, podatki o poslovnem svetu so bili potisnjeni na rob.
V komentarju ob programu je urednik Anton Tomšič pisal, da je za narodno politiko premalo, če svoj jezik le ljubi, treba se je zanj tudi žrtvovati. Časopis Slovenski narod je deloval pod geslom »Vse za narod, svobodo in napredek«. Duhovščini je priznal velike zasluge, ki jih je imela na področju prebujanja narodne zavesti. Do političnih nasprotnikov liberalnega tabora je bil njegov odnos odklonilen, saj naj bi se premalo zanimali za interese slovenskega naroda.

## Dnevnik in Narodno napredna stranka
Po smrti urednika Antona Tomšiča leta 1871 je časopis za kratek čas vodil Ivan Železnikar, nato je do svoje smrti leta 1881 Slovenski narod urejal Josip Jurčič. Časopis je ob pričetku izhajanja najprej posloval z izgubo, ker ni imel svoje tiskarne. To je dobil ob selitvi v Ljubljano leta 1872 z ustanovitvijo delniške družbe Narodna tiskarna. Tiskarna je bila tudi solastnica Slovenskega naroda. Ob selitvi v Ljubljano se je povečalo število »zaplemb« časopisa, ko so mu zaradi politično neprimernih besedil oblasti občasno prepovedale izhajati. Kljub težavam je časopis 1. januarja leta 1873 začel izhajati kot dnevnik.
Leta 1894 je Slovenski narod postal glasilo Narodno napredne stranke. Vse do prve svetovne vojne je bil list vodilno glasilo slovenski liberalcev. Iz besedil je odmevala politika liberalnega tabora, s čedalje večjo naklado in večjim številom naročnikov se je povečal tudi vpliv časopisa. Časopis je od leta 1887 do svoje smrti 1923 vodil Ivan Tavčar. 

## Zadnja leta in zaton
Tavčarjevi dediči so prodali delnice tiskarne in Slovenski narod je pod okrilje vzela skupina mladinov, zbrana okrog Gregorja Žerjava in Alberta Kramerja. Ta politična skupina je že imela svoj dnevnik Jutro, zato je Slovenski narod postal manj pomemben popoldnevnik z manjšim političnim vplivom. V času italijanske okupacije so bila v njem poročila okupacijskih oblasti, svarila pred boljševiškim terorjem in obtožbe Osvobodilne fronte. Ko so leta 1943 oblast na ljubljanskem območju prevzeli Nemci, je zaradi pomanjkanja papirja časopis nehal izhajati kot dnevnik. Od konca 1943 do 1945 je v okviru Jutra vsak ponedeljek izšel Slovenski narod s podnaslovom Ponedeljska izdaja »Jutra«.